# Vermeidungsverhalten
Als Vermeidungsverhalten wird das grundsätzliche Vermeiden bestimmter Situationen oder Handlungen, durch die Unannehmlichkeiten oder Bedrohungen für den Körper, die Seele oder die soziale Stellung erwartet werden, bezeichnet. Während Flucht, Erstarren (Bewegungslosigkeit), Auseinandersetzung (Kampf) oder andere Bewältigungsstrategien mögliche Reaktionen auf eine unmittelbare Bedrohung darstellen, ist die Vermeidung eine Reaktion auf innere oder äußere Hinweise, die eine Gefahr ankündigen können. Einige Autoren unterscheiden Vermeidungsverhalten von Sicherheitsverhalten. Sicherheitsverhalten soll gefürchtete Konsequenzen abwenden oder verringern und damit die Bedrohlichkeit einer Situation reduzieren, wenn man bereits in der Situation ist, die man normalerweise vermeidet. Die vorauseilende oder imaginäre Komponente des Vermeidungsverhaltens ist einerseits schützend, andererseits verhindert sie neue Erfahrungen und kann das Leben erheblich einschränken. Da Vermeidung die Erfahrung verhindert, die Situation bewältigen zu können, ist Vermeidungsverhalten extrem stabil. Vermeidungsverhalten ist bei verschiedenen psychischen Störungen von Bedeutung, beispielsweise bei der selbstunsicher-vermeidenden Persönlichkeitsstörung, der passiv-aggressiven Persönlichkeitsstörung und der sozialen Phobie.
Das SPIN, die LSAS und die BSPS sind Verfahren zur Erfassung von Vermeidungsverhalten bei sozialer Phobie.

## Das Erlernen des Vermeidungsverhaltens
Nach der Zwei-Prozess-Theorie von Mowrer und Miller erfolgt das Erlernen des Vermeidungsverhaltens durch eine Kombination klassischer und operanter Konditionierung. Mit einer schlechten Erfahrung werden Elemente des Geschehens als Hinweise auf eine mögliche Gefahr erlernt (klassische Furcht-Konditionierung), die dann eine Bedrohung ankündigen können. Tritt dann einer dieser Hinweisreize auf, löst er alle emotionalen und motivationalen Aspekte der Furchtreaktion aus. In einer Art zeitlichen Vorverlagerung der Flucht kommt es zum Vermeidungsverhalten. Nach erfolgreicher Vermeidung nimmt die Angst ab und der Betroffene beruhigt sich wieder, was ganz unmittelbar das Vermeidungsverhalten „belohnt“ (sogenannte negative Verstärkung).
Diese Selbstverstärkung des Vermeidungsverhaltens ist eine Erklärung der Pathologisierung von Angst in der Lerntheorie (siehe Verhaltenstherapie).
- Durch die Vermeidung einer Situation kann jemand nicht erfahren, dass die Bedrohung nicht mehr weiter besteht oder er inzwischen in der Lage ist, sie zu bewältigen.
- Da zur Vermeidung die bloße Vorstellung der Gefahr ausreicht, kann diese Vorstellung in der Fantasie ausgebaut werden und das Vermeidungsverhalten auf ähnliche Situationen ausgedehnt werden (Generalisierung).

Der imaginäre Anteil dominiert also über die Erfahrung. Die Therapie stellt in diesem Sinne eine Rückkehr zur Welterfahrung dar.

## Erkundungsverhalten gegen Vermeidungsverhalten
Neue Dinge und Situationen lösen meist Neugier aus und regen damit Erkundungsverhalten (Exploration) an. Zugleich stellen neue Situationen, insbesondere wenn sie plötzlich auftreten, mit die wichtigsten Angstauslöser dar und damit ein Flucht- oder Vermeidungsmotiv. Sowohl im Tierverhalten als auch im menschlichen Empfinden und Verhalten stellt dies einen äußerlich gut beobachtbaren innerseelischen Konflikt dar. Diese widersprüchliche Motivlage beschrieb bereits William McDougall in seiner ‚Sozialpsychologie’. Genauer untersuchte Kurt Lewin diesen
Annäherungs-Vermeidens-Konflikt: Oft stellt die Annäherung aus der Ferne erst einmal kein großes Problem dar; je näher man dem ‚Unbekannten’ aber kommt, umso mehr steigen die Vermeidenstendenzen. In den etwas steifen früheren Konzeptversuchen nahm man Annäherungs- und Vermeidungsgradienten an, die sich an einem Punkt kurz vor dem ‚Unbekannten’ schnitten, an dem Antrieb und Hemmung sich gegenseitig aufhoben in einem Verharren zwischen Neugier und Furcht. Verselbstständigt mag dies eine Grundlage von ‚Angstlust’ sein.

## Entscheidung
Entscheidungen enthalten immer die Abwägung von Handlungsalternativen, die verschiedene Vor- und Nachteile aufweisen können. Dabei können innerpsychische Konflikte aufgrund widersprüchlicher Erwartungen und Motive entstehen, die erhebliche emotionale Spannungen erzeugen können. Insofern hat Lewin 1931 die Komponenten des Aufsuchen-Meiden-Konflikts (auch Appetenz-Aversions-Konflikt, Ambivalenzkonflikt) auf vier verschiedene Entscheidungssituationen verallgemeinert:
- Aufsuchen-Meiden-Konflikt: Die positiven und negativen Handlungsfolgen halten sich die Waage, so dass der Betroffene sich bis zur Entscheidungs- und Handlungsunfähigkeit gebremst sieht (‚Wasch mir den Pelz, aber mach mich nicht nass!’).
- Aufsuchen-Aufsuchen-Konflikt: Hier liegen zwei positive Alternativen vor, die sich aber (vermeintlich oder tatsächlich) ausschließen: Die Fabel von Buridans Esel, der zwischen zwei Heuhaufen verhungert, weil er sich nicht entscheiden kann, welchen er zuerst frisst, spielt darauf an (‚You can’t eat the cake and keep it: Kuchen essen und aufbewahren wollen’).
- Meiden-Meiden-Konflikt: Bei zwei negativen Alternativen, zwischen denen man wählen muss (‚Wahl zwischen Pest und Cholera’).
- Doppelter Aufsuchen-Meiden-Konflikt: Meist haben Wahlalternativen sowohl positive wie negative Folgeerscheinungen, so dass zu den verschiedenen Zielen je ein Annäherungs-Vermeidens-Konflikt auftreten kann. (1938 durch Hovland/Sears hinzugefügt)

## Selbstkontrolle
Tritt neben die Kosten-Nutzen-Abwägung der innerpsychischen Konflikte noch die Abschätzung der unmittelbaren und der zeitverzögerten Handlungsfolgen, so sind wesentliche Aspekte der Selbstkontrolle betroffen. Weil die kurzfristigen Konsequenzen nach den Lerntheorien bedeutend mächtiger wirken als die langfristigen, stellt die Selbstkontrolle eine besonders schwierige Lernaufgabe dar.
Zwei Selbstkontroll-Aufgaben stellen sich typischerweise:
- Die Vermeidung unangenehm besetzter Situationen (schulische Aufgaben, Arbeitsplatz) führt auf die Dauer zu noch größeren Problemen (schlechter Schulabschluss, Arbeitsplatzverlust).
- Das Ausüben mancher lustbetonter Aktivitäten (Essverhalten, Rauchen, anderer Konsum) führt ebenfalls auf die Dauer zu negativen Folgen hier für die Gesundheit oder die Umwelt.

Hieran knüpft die Begründung für viele rechtliche Einschränkungen der Entscheidungsfreiheit in unserer Gesellschaft an: von der Schulpflicht, dem Erziehungsauftrag der Eltern und dem Jugendschutz bis zu dem Eingriff in die individuelle Entscheidungsfreiheit beim Verbot von Drogen. Auch die sozialen und die ökologischen Schutzrechte, die gegenüber kurzfristigen Zielen Aspekte von menschlicher Gesundheit und Nachhaltigkeit des Wirtschaftens hochhalten, bauen auf der Erkenntnis auf, dass die reinen Marktgesetze meist nur kurzfristige Optimierungen ins Kalkül einbeziehen (‚Nach uns die Sintflut’).

## Nicht-psychologische Theorien zu Vermeidungsverhalten
Grundannahmen verschiedener Sozialwissenschaften beruhen auf einer Psychologie des Vermeidungsverhaltens.
- Soziologie: Insbesondere die Rollentheorie greift auf den Gedanken der Vermeidung negativer Sanktionen als ein wesentliches Erklärungsmoment der Sozialisation, des Sozialverhaltens und der Entwicklung von Institutionen zurück.
- Wirtschaftswissenschaften: Hier fließt die Vermeidung von Kosten in die Kosten-Nutzen-Kalküle ein. Differenzierter sind die spieltheoretischen Betrachtungsweisen.
- Rechtswissenschaft: In der Straftheorie arbeiten Überlegungen zur Wirksamkeit und Begründung von Strafen auch mit einer Vermeidenspsychologie beim Gedanken der Prävention.
- Politikwissenschaft: Die Abschreckungstheorie beim Wettrüsten beruht auf der Annahme, dass der Gegner ein Interesse daran hat, die Kosten der Selbstvernichtung zu vermeiden. Wie schwierig der Umgang mit dem Verzicht auf diese Prämisse ist, zeigt das Phänomen der „Selbstmordattentäter“, bei denen viele Annahmen der Abschreckung oder Sanktion nicht mehr greifen.